# Jean de Viguerie
Jean de Viguerie (Roma, 24 febbraio 1935 – Montauban, 15 dicembre 2019) è stato uno storico francese, specializzato nella storia della Chiesa cattolica.

## Biografia
Nel 1959, superò l'esame di abilitazione per l'insegnamento della storia nelle scuole superiori francesi, tre anni dopo aver conseguito la relativa laurea. Dal'61 al '62 prestò servizio militare in Algeria con l'esercito francese.
Nel '73, conseguì il dottorato presso l'Università di Parigi IV con una tesi sui sacerdoti cristiani, intitolata Les doctrines en France et in Italie aux 17eme et 18eme siècle. Secondo Raymond Darricau, la tesi «fu un enorme progresso nella nostra conoscenza del movimento filosofico dell'era moderna».
Autore di opere sulla fede cristiana nell'età illuministica, nel 1992, de Viguerie fu invitato ad entrare nel consiglio scientifico del Rassemblement National. È stato professore emerito all'Università Charles de Gaulle – Lille III e membro dell'accademia poetica dei Consistori del Gay Saber.

## Opere
- Trois semaines vécues à la Sorbonne : mai-juin 1968, texte de l'exposé fait à la réunion privée d'information du C.E.P.E.C. le… 19 juin 1968. Le Sens des événements, par Louis Salleron (1968)
- Une œuvre d'éducation sous l'Ancien Régime : les Pères de la Doctrine chrétienne en France et en Italie, 1592–1792 (1976)
- L'institution des enfants : l'éducation en France xvie – xviiie siècle (1978)
- Notre-Dame des Ardilliers : le pèlerinage de Loire (1986)
- Le catholicisme des Français dans l'ancienne France (1988)
- Histoire et dictionnaire du temps des Lumières, 1715–1789 (1995)
- Les deux patries : essai historique sur l'idée de patrie en France (1998)
- Itinéraire d'un historien : études sur une crise de l'intelligence, xviie – xxe siècle (2000)
- L'Église et l'éducation (2001)
- Louis XVI, le roi bienfaisant (2003)
- Filles des Lumières : femmes et sociétés d'esprit à Paris au xviiie siècle (2007)
- Le Sacrifice du soir : vie et mort de Madame Élisabeth, sœur de Louis XVI (2010)
- L'Église et l'éducation (2010)
- Les pédagogues : essai historique sur l'utopie pédagogique (2011)
- Histoire du citoyen (2014)
- Le passé ne meurt pas (2016)

## Premi e riconoscimenti
- Premio Marcelin-Guérin (1976)[9]
- Premio Renaissance des lettres (1987)[10]
- Premio Hugues-Capet (2003)